# Lhagyari Namgyal Gyatso
Pour les articles homonymes, voir Gyatso.
Lhagyari Namgyal Gyatso (tibétain : ལྷ་རྒྱ་རི་རྣམ་རྒྱལ་རྒྱ་མཚོ, Wylie : lha rgya ri  rnam rgyal rgya mtsho), né en 1927 au Tibet mort le 10 juin 2003 à Dekyiling près de Dehradun en Inde, est un écrivain et député tibétain qui s'est exilé en Inde.

## Biographie
Lhagyari Namgyel Gyatso est un descendant de Songtsen Gampo.
Namgyel Gyatso est le fils aîné du 16e chef de la famille Lhagyari, Kelzang Nyendrak, et de son épouse Rigdzin Chodzom. Deuxième de six enfants, il avait une sœur aînée, Kelzang Chodzom et quatre frères plus jeunes : Nyendrak Puntsok, Lodro Gyatso, Kelzang Norbu, et Tendzin Chokyi Nangwa, le 8e Drigung Chungtsang, né en 1942. Son père Kelzang Nyendrak a étudié à l’école anglaise de Gyantsé de Frank Ludlow
Né en 1927, il a été en fonction pour le gouvernement tibétain à un jeune âge. En 1956, il est nommé représentant en chef de l'administration de Lhassa dans la région méridionale du Tibet. Par la suite, il est devenu membre actif du comité des finances du bureau politique et financier de la région autonome du Tibet.
Cependant, le 21 mars 1959, après le soulèvement tibétain de 1959 contre l'occupation chinoise, Lhagyari Namgyal Gyatso est arrêté par les Chinois. Il purge une peine de vingt ans d'emprisonnement et endure d'immenses souffrances et des difficultés sous un régime carcéral strict.
Au cours de la révolution culturelle, la famille Lhagyari est une cible en tant que membres de la noblesse terrienne et pour leur soutien au Chushi Gangdruk. Leurs biens sont confisqués et la mère de Namgyal Gyatso  meurt au cours d'une séance de lutte.
Lhagyari Namgyal Gyatso est libéré le 1er octobre 1979 et a par la suite été nommé membre de la Conférence consultative de région autonome du Tibet.

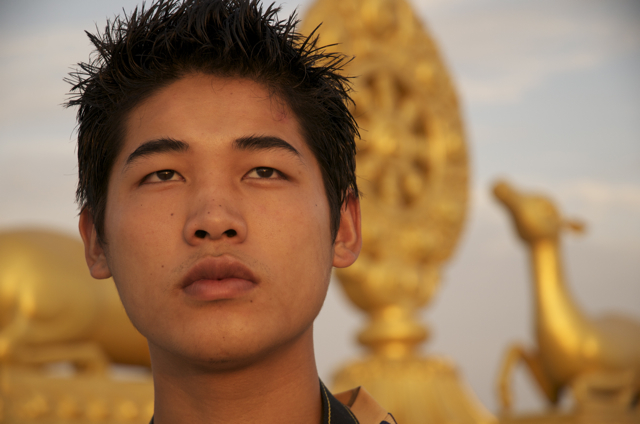
Son fils, Lhagyari Trichen Namgyal Wangchuk, dans "My country is Tibet" un documentaire de Dirk Simon

En 1982, il se rend en Inde pour rencontrer le dalaï-lama. Il décide de rester pour aider la communauté tibétaine en exil. En 1983, le dalaï-lama le nomme membre de la 8e assemblée du Parlement tibétain en exil. Il assure la fonction de député pendant deux autres mandats.
Après s'être retiré de la vie publique, il s'installe dans la colonie tibétaine de Dekyiling, près de Dehradun. Pendant ce temps, il commence à travailler à sa biographie, achevée en 1999. Le livre est écrit en tibétain.